# Francis William Markall
Francis William Markall SI (ur. 24 września 1905 w dzielnicy Harringay, w Londynie, zm. 9 sierpnia 1992 w Harare) – angielski duchowny rzymskokatolicki, misjonarz, jezuita, arcybiskup Salisbury.

## Biografia
7 września 1924 wstąpił do Towarzystwa Jezusowego. 9 września 1937 przyjął święcenia prezbiteriatu i został kapłanem swojego zakonu. Później wyjechał na misje do Rodezji Południowej.
29 kwietnia 1956 papież Pius XII mianował go koadiutorem arcybiskupa Salisbury oraz arcybiskupem tytularnym cotyaejskim. 8 września 1956 przyjął sakrę biskupią z rąk arcybiskupa Salisbury Astona Ignatiusa Chichestera SI. Współkonsekratorami byli biskup Bulawayo Adolph Gregory Schmitt CMM oraz biskup Gwelo Aloysius Haene SMB.
23 listopada 1956 został arcybiskupem Salisbury, po rezygnacji abpa Chichestera.
Jako ojciec soborowy wziął udział w soborze watykańskim II. W 1973 udzielił sakry biskupiej pierwszemu zimbabweńskiemu kapłanowi ks. Patrickowi Chakaipie, który początkowo był jego biskupem pomocniczym. 31 maja 1976 abp Markall zrezygnował z arcybiskupstwa, aby jego miejsce mógł zająć bp Chakaipa. Był ostatnim zagranicznym misjonarzem na tej katedrze.